# Li Er
Li Er (en chino, 李洱; pinyin, Lǐ Ěr ; nacido en 1966) es un novelista chino.  Es conocido por su novela Brother Ying Wu, que ganó el décimo Premio de Literatura Mao Dun (2019), uno de los premios de literatura más relevantes de China. Es subdirector jefe de la revista Mangyuan y director del Departamento de Investigación del Museo de Literatura Moderna China.  Sus obras han sido traducidas al inglés y al alemán.

## Biografía
Li nació en Jiyuan, Henan, en 1966, el año en que estalló la Revolución Cultural. En 1983, fue aceptado en la Universidad Normal del Este de China y se especializó en lengua y literatura chinas. En 1987, Li se graduó en la universidad y publicó su primer cuento Gospel in Guandong Literature. Después de graduarse, fue profesor en la Universidad Normal de Zhengzhou. En 1993 se publicó su novela The Tutor Is Dead.
En 2002, Coloratura fue publicada por People's Literature Publishing House, que explora el destino del individuo en la China contemporánea y la problemática búsqueda de la "verdad histórica". Ha sido traducido al inglés por Jeremy Tiang.   En 2005, Coloratura fue nominada al VI Premio de Literatura Mao Dun. Su otra novela, Cherries on a Pomegranate, fue traducida al alemán.

## Vida personal
Mientras escribía Brother Ying Wu, la madre de Li enfermó gravemente justo después de mudarse de Zhengzhou a Beijing. Él y sus hermanos menores buscaron tratamiento médico para su madre en varias ciudades importantes.

## Obras destacadas
- 应物兄 [Brother Ying Wu] (Chino) 2018.

- 石榴树上结樱桃 [Cherries on a Pomegranate Tree] (Chino) 2017.
  - Traducción al inglés en 2023 por Haysome, Dave
- 鬼子进村 [The Imperial Japanese Army Enters the Village] (Chino) 2017.
- 花腔 [Coloratura] (Chino) 2017.
- 导师死了 [The Tutor Is Dead] (Chino) 2017.

## Premios
- 2003 Coloratura ganó el primer premio de Literatura del Doble Año Ding Jun.
- Coloratura ganó el III Premio de Literatura Red River.
- Cherries on a Pomegranate ganó el 4.º Premio de Literatura Red River y el 10.º Premio de Literatura Zhuang Zhongwen.
- 2019 Brother Ying Wu ganó el 17.º Premio de Literatura Chinese Media Award.[6]
- 2019 Brother Ying Wu ganó el décimo Premio de Literatura Mao Dun.[7]
- 2020 Se desempeñó como juez final del 6.º Premio de Novela Yu Dafu.
- 2021 Elegido miembro del Décimo Comité Nacional de la Asociación de Escritores Chinos.